# Арнальдо Тамайо Мендес
Арнальдо Тамайо Мендес (ісп. Arnaldo Tamayo Méndez; нар. 29 січня 1942, Гуантанамо, Куба) — перший кубинський і перший темношкірий космонавт. Герой Радянського Союзу (1980), Герой Республіки Куба (1980). Член Комуністичної партії Куби (з 1967).

## Життєпис
Арнальдо Тамайо Мендес народився 29 січня 1942 року в Гуантанамо. Ріс сиротою.
Закінчив Технологічний інститут ім. Повстанської армії (Гавана)та Кубинську академію ВПС і став пілотом кубинських ВВС. Відібрано учасником радянської програми «Інтеркосмос» 1 березня 1978 року. Запасним космонавтом був Хосе Армандо Лопес Фалькон.

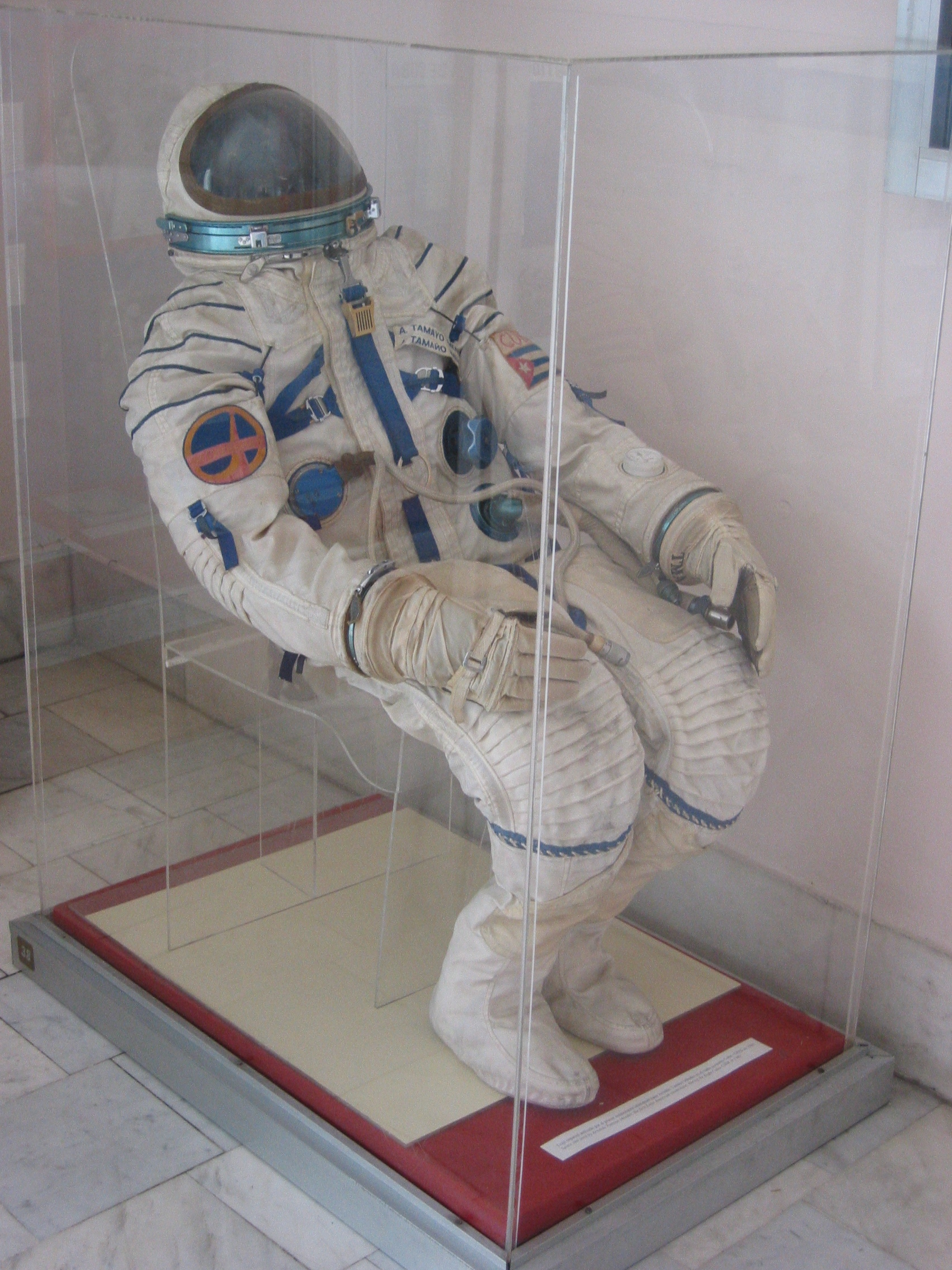
Скафандр Тамайо. Музей Революції (Гавана)

Стартував разом з Юрієм Романенко на кораблі «Союз-38» 18 вересня 1980 року о 19:11 UTC. Після стикування зі станцією «Салют-6» Тамайо і Романенко провели експерименти з метою з'ясування причин синдрому адаптації в космосі. Зробивши навколо Землі 124 обороту (7 діб 20 годин і 43 хвилини), Тамайо і Романенко приземлилися вночі в 180 км від Джезказгану.
Пізніше Тамайо став директором Товариства військово-патріотичного освіти SEPMI, кубинського аналога ДОСААФ і бойскаутів. Незабаром йому було присвоєно звання бригадного генерала, і він був призначений директором з міжнародних справ кубинських ВВС.
Пізніше зайняв посаду начальника Управління зовнішніх зносин Міністерства Революційних збройних сил Республіки Куба.

## Сім'я
Дружина — Майра Лобайна. Діти — Орландо (1968) та Арнальдо (1970).

## Нагороди
- Герой Куби (26 вересня 1980 року);
- Герой Радянського Союзу з врученням медалі «Золота зірка» (26 вересня 1980 року);
- «Орден Леніна» (СРСР, 26 вересня 1980 року);
- Національний орден «Плайя-Хірон» (Куба, 26 вересня 1980 року);
- Орден Дружби (Росія, 20 січня 2011 року);
- Медаль «За заслуги в освоєнні космосу» (12 квітня 2011 року).